# Catherine E. Coulson
Catherine Elizabeth Coulson (* 22. Oktober 1943 in Elmhurst, Illinois; † 28. September 2015 in Ashland, Oregon) war eine US-amerikanische Schauspielerin.

## Karriere
Coulson wurde als Tochter einer Balletttänzerin und eines Radio- und Fernsehproduzenten geboren und wuchs in Südkalifornien auf. Sie besuchte das Scripps College, welches sie mit einem Bachelor of Arts abschloss. Danach studierte sie an der San Francisco State University und erwarb dort den Master of Fine Arts.
1974 bekam Coulson ihre erste Rolle in dem Kurzfilm The Amputee von David Lynch, den sie drei Jahre zuvor kennengelernt hatte, als sie Schauspielklassen am American Film Institute unterrichtete. In diesem Film stellte sie eine Frau ohne Beine dar. Bei Lynchs 1977 erschienenem Film Eraserhead fungierte sie als Regieassistentin. Zudem spielte sie in einer später geschnittenen Szene eine Krankenschwester. Sie arbeitete in der Folgezeit an weiteren Filmen wie Star Trek II: Der Zorn des Khan oder Night on Earth als Kameraassistentin mit.
Bekannt wurde Coulson einem breiten Publikum, als sie zwischen 1989 und 1991 die Rolle der verschrobenen Margaret Lanterman, genannt „Log Lady“ („Holzscheit-Frau“), in der Fernsehserie Twin Peaks darstellte. Die Idee, Coulson eine Rolle mit einem Holzscheit zu geben, hatte Lynch bereits viele Jahre zuvor entwickelt. Dabei liefert Coulsons Figur und ihr Holzscheit im Laufe der Serie geheimnisvolle, aber wichtige Hinweise. Die Rolle der Log Lady spielte sie auch 1992 in dem Prequel Twin Peaks – Der Film. Ebenfalls wurden 1993 für Fernsehwiederholungen von Twin Peaks Intros für jede Folge gedreht, in denen Coulson als Log Lady Hinweise auf das Geschehen in der jeweiligen Folge gibt. Diese sind z. B. auch in vielen DVD- und Blu-ray-Ausgaben der Serie enthalten. 
Daneben war Coulson unter anderem 1992 in der vierteiligen Miniserie Der Ring der Musketiere zu sehen sowie 2010 in einer Folge der Serie Psych, die Twin Peaks aufs Korn nahm. Ihr Schaffen für Film und Fernsehen umfasst rund 20 Produktionen. Als Theaterschauspielerin trat sie ab 1994 für über 20 Jahre beim Oregon Shakespeare Festival in insgesamt mehr als 50 Produktionen auf.
In der 2017 erschienenen dritten Staffel von Twin Peaks ist sie in fünf Folgen zu sehen, die zum Teil nur wenige Tage vor ihrem Tod noch abgedreht werden konnten. Die erste Folge der dritten Staffel ist Coulson gewidmet, die fünfzehnte der von ihr dargestellten Margaret Lanterman.

## Privates
1968 heiratete Coulson den Schauspieler Jack Nance, der ebenfalls bei Eraserhead und Twin Peaks mitwirkte. Diese Ehe hielt bis 1976. Ihr zweiter Ehemann war der Rabbiner Marc Sirinsky. Aus dieser Verbindung ging Tochter Zoey (* 1987) hervor. In den 1980er-Jahren trat Coulson zum Judentum über.
Catherine E. Coulson starb am 28. September 2015 im Alter von 71 Jahren infolge einer Krebserkrankung. Sie ist auf dem jüdischen Teil des Friedhofs in Jacksonville, Oregon begraben. Auf ihrem Grabstein ist das ikonische Holzscheit, das die Figur der Log Lady in der Serie Twin Peaks immer bei sich trägt, eingraviert.

## Filmografie (Auswahl)
- 1974: The Amputee (Kurzfilm)
- 1982: Trick or Treats
- 1989–1991: Twin Peaks (Fernsehserie, 12 Folgen)
- 1991: Femme Fatale
- 1991: Das andere Ich (Another You)
- 1992: Twin Peaks – Der Film (Twin Peaks: Fire Walk with Me)
- 1992: Der Ring der Musketiere (Ring of the Musketeers, Fernsehfilm)
- 1994: The Secret Life of Houses
- 1995: Der Kampf um die vier Diamanten (The Four Diamonds, Fernsehfilm)
- 2009: Calvin Marshall
- 2010: Psych (Fernsehserie, Folge 5x12)
- 2012: Walk-In
- 2012: Portlandia (Fernsehserie, Folge 2x11)
- 2013: Redwood Highway
- 2017: Twin Peaks (Twin Peaks: The Return, Fernsehserie, 5 Folgen)